# قسم اناران الريفي (مقاطعة دهلران)
قسم اناران الريفي (بالفارسية: دهستان اناران) هي منطقة ريفية تقع في قسم في إيران. يقدر عدد سكانها بـ 4,709 نسمة .